# Кримов Пантелеймон Олександрович
Пантелеймон Олександрович Кримов (нар. 13 лютого 1919, Петроград, РСФРР — пом. 19 червня 1982, Ленінград, РРФСР, СРСР) — радянський російський актор театру і кіно.

## Біографія
Пантелеймон Кримов народився в Петрограді, в сім'ї головного бухгалтера Жовтневої залізниці Олександра Кримова. Навчався в 4-й середній Ленінградській школі, яку закінчив у 1937 році; влітку 1938 року Кримов вступив на історичний факультет Ленінградського державного університету, звідки, після двох років навчання, забрав документи і вступив на акторський факультет Ленінградський театральний інститут. Навчання Кримова в 1941 році перервала німецько-радянська війна. У жовтні 1941 року його мобілізували, воював на Ленінградському фронті, був шофером мостової роти 21-го окремого моторного понтонно-мостового батальйону. Демобілізований у 1945 році, останні роки воював на 2-му Українському фронті. За заслуги в роки війни нагороджений медалями «За оборону Ленінграда» (1943), «За бойові заслуги» (1945), «за взяття Відня» (1945), «За взяття Будапешта» (1945), «за перемогу над Німеччиною» (1945).
Після війни Кримов продовжив навчання в Ленінградському театральному інституті (в майстерні Н. Є. Серебрякова), закінчивши його в 1948 році. Був прийнятий в трупу «Нового театру», на сцені якого нерідко грав головні ролі. У 1949 році покинув Ленінград і недовгий час служив у Дагестанському Російському театрі драми ім. М. Горького. Після повернення в Ленінград в 1950 році був прийнятий в трупу Театру ім. Ленінського комсомолу, де відбулося його знайомство з Георгієм Товстоноговим, який роком раніше очолив театр.
Рік по тому Кримов покинув Театр ім. Ленінського комсомолу і знову став актором «Нового театру», в якому служив до 1956 року, коли був запрошений Товстоноговим до Великого драматичного театру ім О. М. Горького. У БДТ він зіграв, зокрема, вчителя в «Безіменній зірці» М. Себастіана. Був призначений на роль князя Мишкіна в майбутній постановці «Ідіот», однак роль не зіграв — не з'явившись на першу ж репетицію, він був замінений на Інокентія Смоктуновського, для якого ця роль стала трампліном у його кар'єрі. У 1957 році був звільнений з театру за неодноразові порушення дисципліни.
З 1958 року Кримов був актором Академічного театру драми ім. О. С. Пушкіна; одна з найбільш пам'ятних його ролей — Олексій Вязьмін у виставі «Все залишається людям» за п'єсою Самуїл Альошина (1959).
У кіно Пантелеймон Кримов дебютував 1957 року в історико-революційній драмі Тамари Родіонової «Степан Кольчугин», де зіграв невелику роль молодого забійника. Активно знімався в 1960-і роки. Серед кращих ролей-Фролов у «Дамі з собачкою», Юхимович в «Лагідний», Бахтюков у фільмі «Хлопчик з ковзанами»), вчитель у «Пригоди зубного лікаря», Лев Казимирович у фільмі «Пічки-лавочки», Сергій Макарович у «Підранок».
Помер актор 19 червня 1982 року в Ленінграді і похований на Південному кладовищі.

## Творчість

### Фільмографія
- 1957 — Степан Кольчугін — забійник
- 1957 — Шторм — Поклевский
- 1960 — Додому — Гущин
- 1960 — Дама з собачкою — Іванов Олексій Степанович
- 1960 — Балтійське небо — Ховрін
- 1960 — Чужа біда — Раздобреев
- 1960 — Переможець
- 1960 — Лагідний — Юхимович
- 1960 — І знову ранок — Комар
- 1962 — Хлопчик з ковзанами — Бахтюков
- 1963 — Знайомтеся, Балуєв! — Півень
- 1964 — Хочете-вірте, хочете-ні… — Синіцин
- 1964 — Пам'ятай, Каспар… — мотоцикліст
- 1965 — Пригоди зубного лікаря — учитель
- 1965 — Перший відвідувач — візник
- 1965 — На одній планеті — Решетов
- 1966 — Крило — Павел Гаврилович
- 1966 — Зося — рядовий махін
- 1966 — У місті с. — Андрюша
- 1967 — Чотири сторінки одного молодого життя
- 1967 — Тиха Одеса — Донатов
- 1967 — Сьомий супутник — Бабенко Дмитро Андрійович
- 1967 — Пошук — інженер
- 1967 — Особлива думка — Скурчихин
- 1967 — Бунтівна застава
- 1967 — Житіє і вознесіння Юрася Братчика — однорукий селянин
- 1967 — Його звали Роберт — машиніст
- 1968 — Клоун і дим — клоун
- 1968 — Живий труп — офіцер
- 1969 — Дивні люди — Веніамін Захарович
- 1969 — Дума
- 1969 — Увага, цунамі! — Семашко
- 1969 — Берег юності
- 1969 — Білий флюгер — доктор
- 1970 — Нічна зміна — працівник кіноательє
- 1970 — Мій добрий ТАТО — Старий « Ліверпуль»
- 1971 — Хід білої королеви — адмірал
- 1971 — П'ятнадцята весна — Дід Саші
- 1971 — Пристань на тому березі — батальйонний комісар
- 1971 — Червона хуртовина — батько
- 1971 — Драма із старовинного життя — режисер дворового театру
- 1971 — Телеграма — клоун (немає в титрах)
- 1972 — Така довга, довга дорога… — орденоносець
- 1972 — Тютюновий капітан — заморський суднобудівник
- 1972 — Пічки-лавочки — Лев Казимирович
- 1972 — Коло — дядя Гриша
- 1972 — Зірка в ночі — Верещагін
- 1973 — Цемент — Ивагин
- 1973 — Відкрита книга
- 1973 — Виконуючий обов'язки — Яковлєв
- 1973 — А ви любили коли-небудь? — Вдовін
- 1974 — Лікаря викликали? — голова товариського суду
- 1975 — Агонія — лакей в ресторані
- 1975 — На все життя — Сухоедов
- 1976 — Підранок — Макарович Сергій Макарович
- 1977 — Відкрита книга
- 1977 — Бухта радості — Потьомкін
- 1978 — Сьогодні або ніколи — учений
- 1978 — Стратегія ризику — геолог Смоленцев
- 1979 — Сьогодні і завтра — Пантелеймон Олександрович
- 1980 — Мій тато-ідеаліст — Михалевич
- 1982 — Побачення

## Примітка
1. ↑  Старосельская Н. Товстоногов. — М., 2004. С. 154